# Volksabstimmungen in der Schweiz 1925
Dieser Artikel bietet eine Übersicht der Volksabstimmungen in der Schweiz im Jahr 1925.
In der Schweiz fanden auf Bundesebene drei Volksabstimmungen statt, im Rahmen dreier Urnengänge am 24. Mai, 25. Oktober und 6. Dezember. Dabei handelte es sich um eine Volksinitiative und zwei obligatorische Referenden.

## Abstimmung am 24. Mai 1925

### Ergebnis
| Nr. | Vorlage                                                                                               | Art | Stimm- berechtigte | Abgegebene Stimmen | Beteiligung | Gültige Stimmen | Ja      | Nein    | Ja-Anteil | Nein-Anteil | Stände | Ergebnis |
| --- | --- | --- | ------------------ | ------------------ | ----------- | --------------- | ------- | ------- | --------- | ----------- | ------ | -------- |
| 99  | Eidgenössische Volksinitiative «für eine Invaliditäts-, Alters- und Hinterlassenenversicherung» (AHV) | VI  | 1'008'865          | 688'402            | 68,23 %     | 672'656         | 282'527 | 390'129 | 42,00 %   | 58,00 %     | 6:16   | nein     |

### AHV/IV-Initiative

Abstimmungsplakat von Carl Scherer

Der Basler FDP-Nationalrat Christian Rothenberger wollte 1919 in der Debatte über die ausserordentliche Kriegssteuer erreichen, dass mit den Erträgen ein Fonds zur Finanzierung einer Alters- und Hinterlassenenversicherung (AHV) geschaffen wird. Er war damit nicht erfolgreich, sodass er eine entsprechende Volksinitiative lancierte, die zusätzlich die Einführung einer Invalidenversicherung forderte. Zunächst von seiner Partei unterstützt, standen ihm am Schluss fast nur noch die Gewerkschaften und die SP zur Seite. Der Bundesrat empfahl die Initiative zur Ablehnung und bemängelte, sie sichere der AHV keine vollständige und dauerhafte Finanzierung; das Parlament folgte Ende 1922 dieser Einschätzung. Erst zweieinhalb Jahre später setzte der Bundesrat die Volksabstimmung an, wenige Wochen vor dem Abschluss der parlamentarischen Beratung seines eigenen AHV-Vorschlags. Die bürgerlichen Parteien bevorzugten letzteren, weshalb sie sich gegen die Initiative aussprachen. Obwohl sie von einem FDP-Vertreter stammte, bekämpften sie die Initiative nicht nur mit föderalistischen, sondern auch mit antisozialistischen Argumenten. Sie scheiterte am Volks- und Ständemehr, wobei die Ablehnung vor allem in katholisch-konservativen Gegenden sehr ausgeprägt war. Zustimmung fand sie in den Kantonen Basel-Landschaft, Basel-Stadt, Genf, Neuenburg, Solothurn, Tessin und Zürich.

## Abstimmung am 25. Oktober 1925

### Ergebnis
| Nr. | Vorlage                                                               | Art | Stimm- berechtigte | Abgegebene Stimmen | Beteiligung | Gültige Stimmen | Ja      | Nein    | Ja-Anteil | Nein-Anteil | Stände | Ergebnis |
| --- | --------------------------------------------------------------------- | --- | ------------------ | ------------------ | ----------- | --------------- | ------- | ------- | --------- | ----------- | ------ | -------- |
| 100 | Bundesbeschluss betreffend Aufenthalt und Niederlassung der Ausländer | OR  | 1'017'692          | 691'544            | 67,94 %     | 614'653         | 382'381 | 232'272 | 62,21 %   | 37,79 %     | 18½:3½ | ja       |

### Aufenthalt und Niederlassung der Ausländer
Auf die weit verbreitete Angst vor der «Überfremdung» reagierte der Bundesrat im Juni 1924 mit einem Bericht. Darin kam er zum Schluss, dass eine Rückkehr zur liberalen Einwanderungspraxis der Vorkriegszeit nicht mehr möglich sei, die dafür zuständigen Kantone aber überfordert seien. Aus diesem Grund legte er einen Entwurf zur Revision der Bundesverfassung vor, die dem Bund die Gesetzgebungskompetenz über Ein- und Ausreise sowie Aufenthalt und Niederlassung von Ausländern übertragen sollte. Beide Parlamentskammern genehmigten den Entwurf einstimmig. Der neue Verfassungsartikel war bei allen grösseren Parteien unbestritten, da er im Wesentlichen nur die bereits bestehenden Verhältnisse nachträglich legalisierte. Die Vereinigung Schweizerischer Republikaner sprach sich gegen die Vorlage aus, da sie keine konkreten restriktiven Richtlinien zur Niederlassungspolitik enthielt. Föderalistischen Gruppierungen aus der Romandie wiederum gingen die vorgeschlagenen Bundeskompetenzen zu weit. Mehr als drei Fünftel der Stimmberechtigten nahmen die Verfassungsänderung an, ablehnende Mehrheiten gab es in den Kantonen Appenzell Innerrhoden, Freiburg, Tessin und Wallis.

## Abstimmung am 6. Dezember 1925

### Ergebnis
| Nr. | Vorlage                                                                           | Art | Stimm- berechtigte | Abgegebene Stimmen | Beteiligung | Gültige Stimmen | Ja      | Nein    | Ja-Anteil | Nein-Anteil | Stände | Ergebnis |
| --- | --------------------------------------------------------------------------------- | --- | ------------------ | ------------------ | ----------- | --------------- | ------- | ------- | --------- | ----------- | ------ | -------- |
| 101 | Bundesbeschluss betreffend die Alters-, Hinterlassenen- und Invalidenversicherung | OR  | 1'019'522          | 643'066            | 63,08 %     | 628'471         | 410'988 | 217'483 | 65,39 %   | 34,61 %     | 16½:5½ | ja       |

### AHV/IV-Bundesbeschluss
Nachdem es seit dem letzten Viertel des 19. Jahrhunderts entsprechende Diskussionen gegeben hatte, nahm die Idee einer Alters- und Hinterlassenenversicherung (AHV) nach Kriegsende an Fahrt auf. So forderte der FDP-Nationalrat Christian Rothenberger im Parlament und später per Volksinitiative, einen Teil der Kriegssteuer für diesen Zweck zu reservieren, hatte damit aber keinen Erfolg. 1919 stellte der Bundesrat den Antrag, die verfassungsmässigen Grundlagen der AHV einschliesslich einer Invalidenversicherung (IV) zu schaffen, doch die Beratungen zogen sich bis 1925 hin. Nur wenige Wochen nach der Ablehnung von Rothenbergers Initiative verabschiedete das Parlament die Vorlage mit grosser Mehrheit. Sie regelte die geplanten Sozialversicherungen und deren Finanzierung, wozu auch eine neu einzuführende Tabaksteuer gehörte. Die Befürworter priesen die AHV als Zeichen der gegenseitigen Solidarität und als Hilfe für zahlreiche Personen, die im Alter mittellos zu werden drohten. Zu den Gegnern gehörten einerseits Konservative aus der Romandie, andererseits die Kommunisten. Erstere hielten die AHV für zu dirigistisch und als Hemmnis für den Spar- und Leistungswillen des Volkes. Knapp zwei Drittel der Stimmberechtigten und eine Mehrheit der Kantone nahmen die Vorlage an.